# Getrenntgeschlechtigkeit

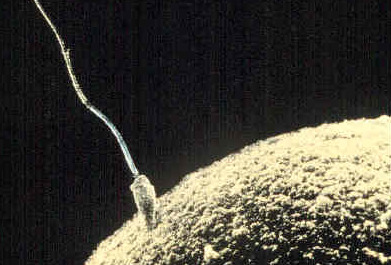
Getrenntgeschlechtigkeit: ein Spermium und eine Eizelle, die männliche und die weibliche Keimzelle des Menschen kurz vor der Befruchtung

Als Getrenntgeschlechtigkeit bezeichnet man in der Biologie ein Sexualsystem, bei dem es nur zwei Geschlechter gibt und jeder einzelne Organismus entweder männlich oder weiblich ist. In der Fachsprache der Botanik und Mykologie wird bei Getrenntgeschlechtigkeit von Diözie gesprochen. Der Begriff Gonochorismus für Getrenntgeschlechtigkeit wird in der Zoologie verwendet. Die große Mehrheit der Tierarten ist gonochor, so auch der Mensch.
Die Grundlage für die Getrenntgeschlechtigkeit ist die Geschlechtsdifferenzierung, die mit der Ausbildung von getrennten männlichen und weiblichen Gonaden und entsprechenden Gameten (Keimzellen) einhergeht. Dadurch wird die geschlechtliche Fortpflanzung durch die Verschmelzung der in den Gonaden gebildeten Keimzellen zu einer Zygote ermöglicht.
Der Gonochorismus ist innerhalb der vielzelligen Tiere (Metazoa) bereits bei den Schwämmen (Porifera) ausgeprägt und kommt in den meisten Tiergruppen vor. In einigen Tiergruppen existiert neben der Getrenntgeschlechtigkeit auch die Eingeschlechtigkeit bei Arten, die sich parthenogenetisch vermehren.
Ausnahmen existieren, so treten zwei getrennte Geschlechter nicht bei allen Arten auf. Hermaphroditen vereinigen die zwei Geschlechter, männlich und weiblich, in einem Organismus. Einige Fisch-, Echsen- und Insektenarten sind allesamt weiblich und reproduzieren sich durch Parthenogenese. Bei einigen Arthropoden wird das weibliche Geschlecht durch die Infektion mit Bakterien der Gattung Wolbachia erzwungen. Bei aus Hybriden bestimmter Ameisenarten (Pogonomyrmex barbatus und P. rugosus) hervorgegangenen Ameisen-Populationen sind die Väter von Arbeiterinnen und Königinnen genetisch voneinander verschieden.

## Belege
1. ↑  King RC, Stansfield WD, Mulligan PK: A Dictionary of Genetics. Oxford University Press, 2006, ISBN 978-0-19-976957-5, Gonochorism, S. 187 (englisch, oxfordreference.com).
2. ↑  Kliman R: Encyclopedia of Evolutionary Biology. Hrsg.: Schärer L, Ramm S. Band 2. Academic Press, 2016, ISBN 978-0-12-800426-5, Hermaphrodites, S. 212–222 (englisch, google.com).
3. 1 2  Getrenntgeschlechtigkeit in: Lexikon der Biologie, Spektrum Akademischer Verlag, Heidelberg 1999.
4. ↑  Cahan S. Helms, L. Keller: Complex hybrid origin of genetic caste determination in harvester ants. In: Nature. Juli 2003, Band 424, Nr. 6946, S. 306–309, PMID 12867980.
5. ↑  J. Whitfield: Everything you always wanted to know about sexes. In: PLoS Biol. Juni 2004, Band 2, Nr. 6:, Artikel e183/ Epub. 15. Juni 2004, PMID 15208728.